# Programme Lunar Precursor Robotic

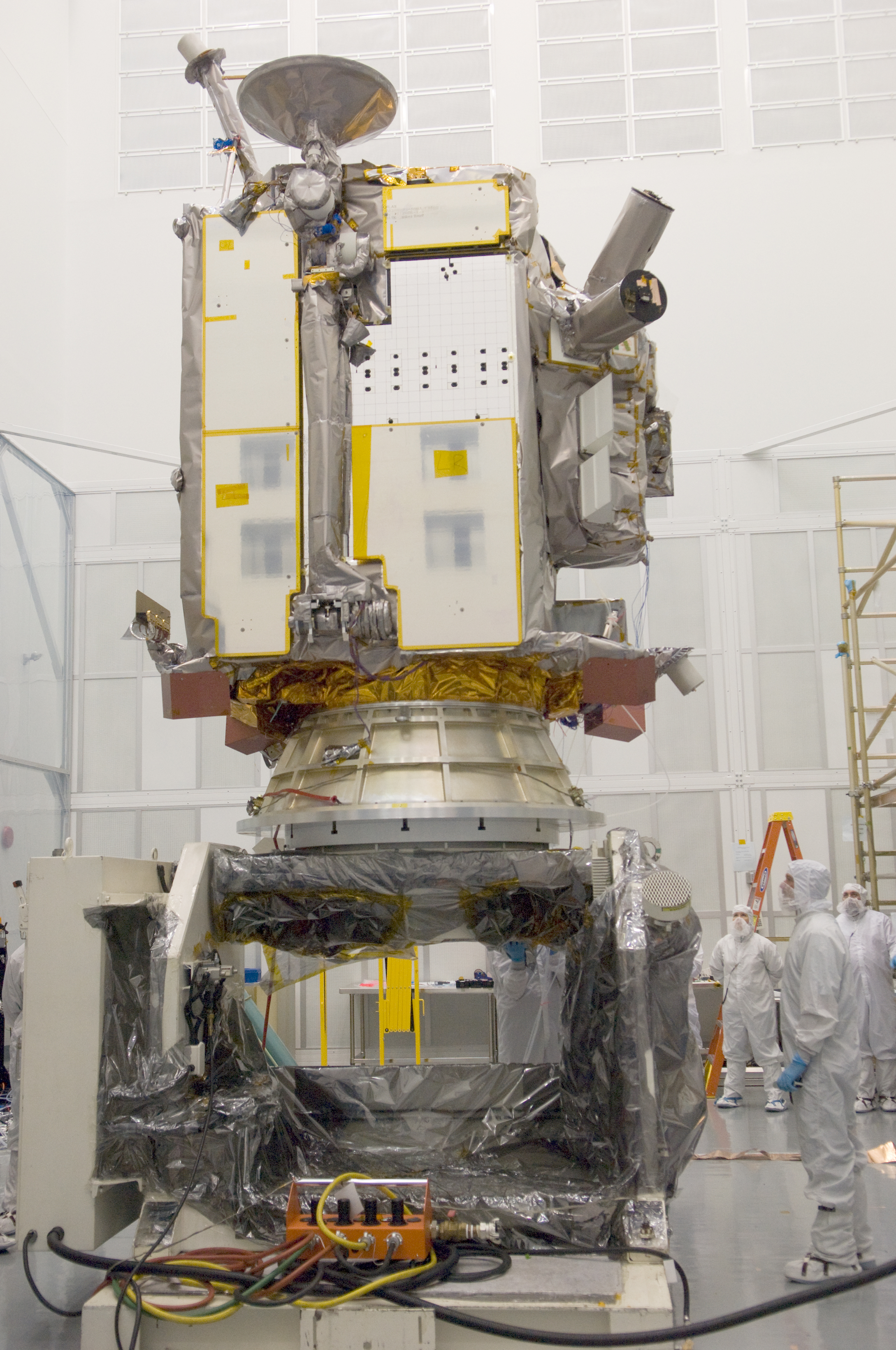
Lunar Reconnaissance Orbiter est un orbiteur et la mission phare du programme

Le Programme Lunar Precursor Robotic (LPRP) est un programme spatial de la NASA, l'agence spatiale américaine,  qui regroupe trois sondes spatiales lancées vers la Lune pour préparer les futurs vols habités du programme Constellation qui fut annulé par la suite. Baptisé  « Robotic Lunar Exploration Program » (RLEP) lorsqu'il est créé en février 2004, le programme prend son nom définitif en 2006 et confié au Marshall Space Flight Center (MSFC).

## Objectifs du programme
Les données collectées devaient permettre de dresser des cartes précises de la Lune et de retenir les futurs sites d'atterrissage des missions du programme Constellation.

## Missions
Les deux premières missions du programme sont lancées en juin 2009 :
- Lunar Reconnaissance Orbiter (LRO) est un satellite placé en orbite autour de la Lune pour effectuer des photos à haute résolution permettant de cartographier de manière détaillée la Lune. Les objectifs de cette sonde sont également de trouver des sites d'atterrissage pour les futures missions habitées, d'identifier les ressources lunaires (eau) et d'étudier l'intensité du rayonnement ;
- Lunar Crater Observation and Sensing Satellite (LCROSS), pour permettre l'analyse du sol lunaire de l'intérieur d'un cratère situé en permanence à l'ombre près du pôle sud. La sonde a recherché des traces d'eau dans les matériaux soulevés par l'écrasement du dernier étage de sa fusée porteuse ;
- la troisième mission est lancée en septembre 2013 :  Lunar Atmosphere and Dust Environment Explorer (LADEE), a étudié l'atmosphère lunaire, en particulier la présence de poussières, avant que celle-ci ne soit perturbée par les futures missions.

Dans le cadre de ce programme, deux stations devaient être installées sur le sol lunaire pour participer à la réalisation du International Lunar Network mais celui-ci fut annulé. GRAIL, bien qu'étant une mission américaine ciblant également la Lune, qui fut approuvée en 2007 et lancée en 2011, ne fait pas partie du LPRP : elle appartient au programme Discovery.